# Radomir Proščenko
Radomir Proščenko (rusky: Радомир Прощенко; v anglickém přepisu Radomir Proshchenko; * 1996 Ťumeň) je ruský horolezec a reprezentant v ledolezení, vicemistr světa, mistr Evropy a juniorský mistr světa v ledolezení na rychlost.

## Výkony a ocenění

### Závodní výsledky
| Mistrovství světa | Mistrovství světa | Mistrovství světa | Mistrovství světa |
| Rok               | 2013              | 2015              | 2017              |
| ----------------- | ----------------- | ----------------- | ----------------- |
| Rychlost          | 2                 | 2                 | 3                 |

| Světový pohár       | Světový pohár | Světový pohár | Světový pohár | Světový pohár |
| Rok                 | 2014          | 2016          | 2017          | 2018          |
| ------------------- | ------------- | ------------- | ------------- | ------------- |
| Obtížnost           | 5             | 26-27         | 8             | 54-56         |
| jednotlivě* (x/x/x) | 10,8,9,5,5    | -,-,-,10      | -,14,7,6,4    | -,-,-,-,24    |
|                     |               |               |               |               |
| Rychlost            | 9             | 10            | 2             | 36-37         |
| jednotlivě* (x/x/x) | 11,12,13,4    | -,-,-,        | ,9,4,6        | -,-,-,-,15    |

* poznámka: napravo jsou poslední závody v roce
| Mistrovství Evropy | Mistrovství Evropy | Mistrovství Evropy |
| Rok                | 2014               | 2016               |
| ------------------ | ------------------ | ------------------ |
| Obtížnost          | 4                  | 8-10               |
| Rychlost           | 4                  | 1                  |

| Mistrovství světa juniorů | Mistrovství světa juniorů |
| Rok                       | 2017 U22                  |
| ------------------------- | ------------------------- |
| Obtížnost                 | 3                         |
| Rychlost                  | 1                         |